# Three Rogues

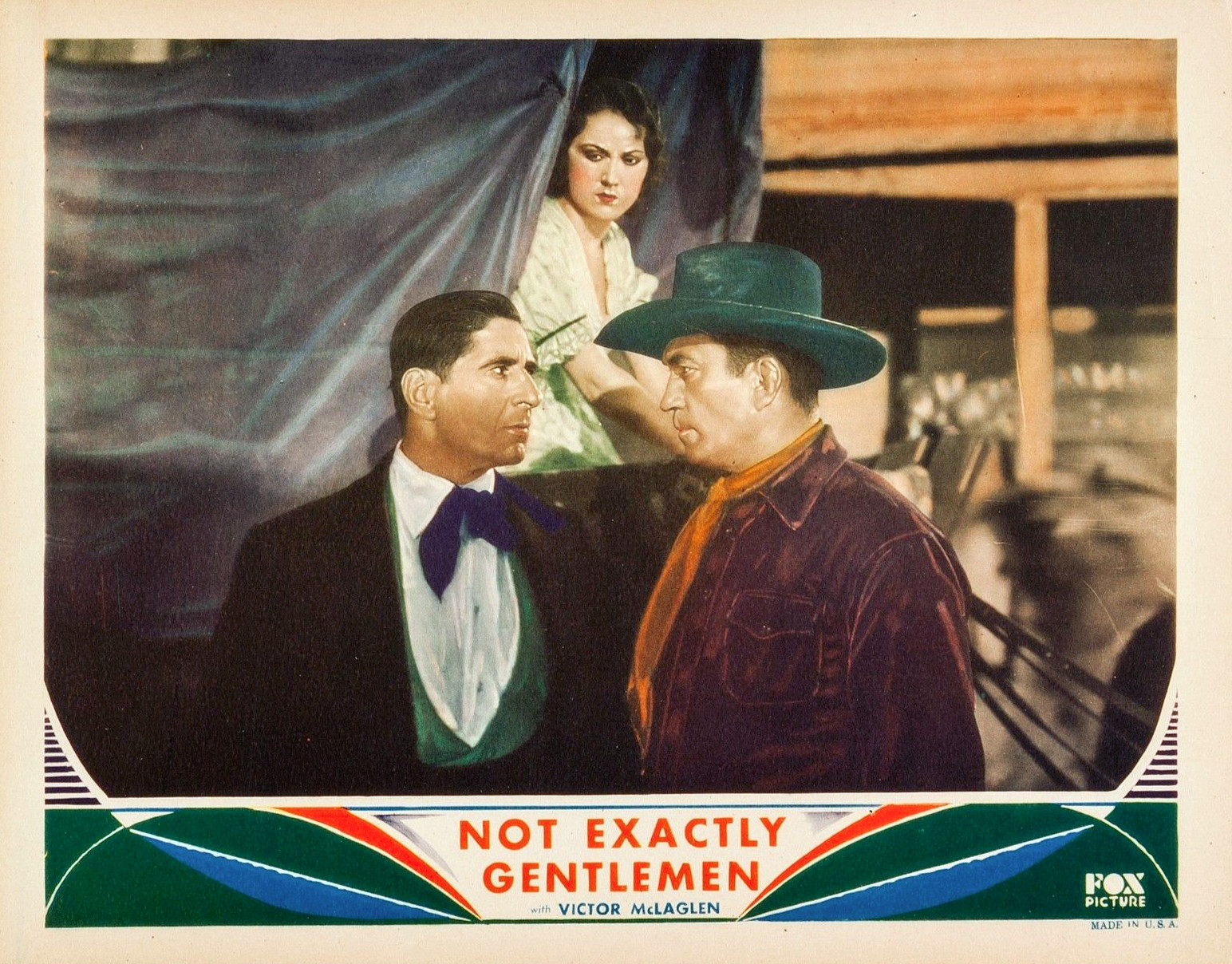
Carte promotionnelle du film.

Three Rogues (autre titre : Not Exactly Gentlemen) est un film américain réalisé par Benjamin Stoloff et sorti en 1931.

## Synopsis
En 1877, trois voleurs partent ensemble vers l'Ouest après avoir été trahis chacun par une femme. Ils tombent sur un train à destination de la ville de Custer, où des centaines de personnes se rassemblent pour une ruée vers les terres dans les Dakotas, que le président Ulysses S. Grant a ouvert aux colons grâce à un traité avec les Indiens Sioux.

## Fiche technique
- Titre : Three Rogues
- Titre alternatif : Not Exactly Gentlemen
- Réalisation : Benjamin Stoloff
- Scénario : Dudley Nichols, William Conselman, d'après Over the Border de Herman Whitaker (en)
- Production : Fox Film Corporation
- Photographie : Daniel B. Clark
- Genre : Western[1]
- Montage : Milton Carruth
- Durée : 70 minutes
- Date de sortie : 8 mars 1931

## Distribution

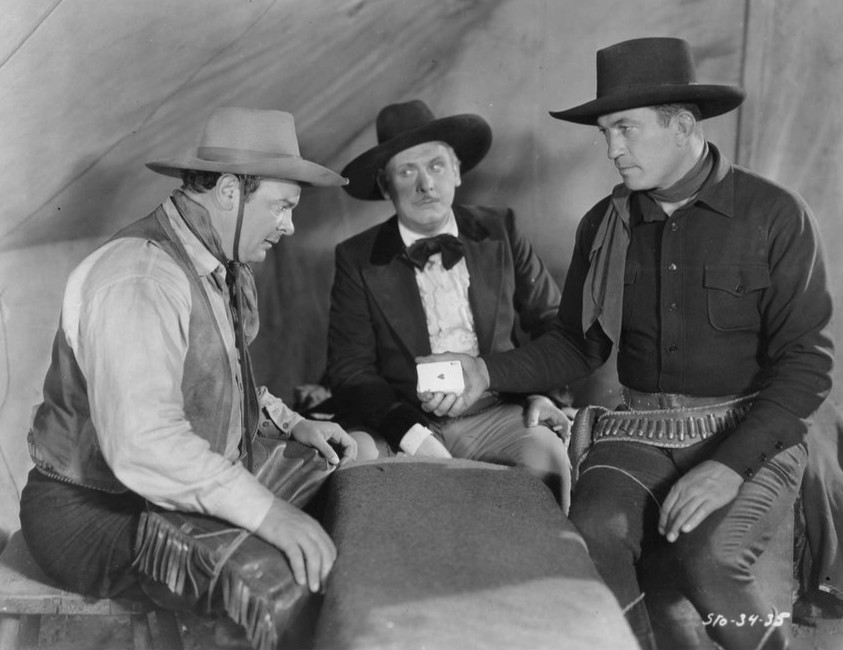
Victor McLaglen, Lew Cody et Eddie Gribbon.

- Victor McLaglen : Bull Stanley
- Fay Wray : Lee Carleton
- Lew Cody : Ace Beaudry
- Robert Warwick : Layne Hunter
- Eddie Gribbon : Bronco Dawson
- David Worth : Bruce Randall
- Joyce Compton : Ace's Girl
- Louise Huntington : Bronco's Girl
- Franklyn Farnum : Nelson
- Carol Wines : Bull's Girl
- Jim Farley : Marshal Dunn
- Bob Burns